# ディエゴ・ロペス・ノゲロル
ディエゴ・ロペス・ノゲロル（Diego López Noguerol、2002年5月13日 - ）は、スペイン・アストゥリアス州トゥロン出身のサッカー選手。ラ・リーガ・バレンシア所属。ポジションはフォワード。

## クラブ経歴
2005年にアストゥリアス州のアマチュアクラブであるFCフィゲイレードでキャリアをスタートさせ、スポルティング・ヒホンやレアル・マドリード、FCバルセロナといったクラブのカンテラを経て、2021年7月7日、バレンシアCFのBチームに移籍した。
2022年8月29日、プリメーラ・ディビシオンのアトレティコ・マドリード戦にて、81分に途中交代でバレンシアCFでのトップチームデビューを果たした。トップチーム初ゴールは5月21日のレアル・マドリード戦であり、バレンシアはこのゴールを守り切り、1-0で勝利した。
2023年8月14日、クラブとの契約を2026年まで延長すると同時にトップチーム昇格が決定した。

## 個人成績

### クラブ
2023年6月30日現在
| クラブ       | シーズン     | リーグ戦       | リーグ戦 | リーグ戦 | コパ・デル・レイ | コパ・デル・レイ | 国際大会 | 国際大会 | 合計 | 合計 |
| クラブ       | シーズン     | ディヴィジョン | 出場     | 得点     | 出場             | 得点             | 出場     | 得点     | 出場 | 得点 |
| ------------ | ------------ | -------------- | -------- | -------- | ---------------- | ---------------- | -------- | -------- | ---- | ---- |
| バレンシアB  | 2021-22      | テルセーラRFEF | 30       | 9        | -                | -                | -        | -        | 30   | 9    |
| バレンシアB  | 2022-23      | セグンダRFEF   | 22       | 5        | -                | -                | -        | -        | 22   | 5    |
| バレンシアB  | クラブ通算   | クラブ通算     | 52       | 14       | 0                | 0                | 0        | 0        | 52   | 14   |
| バレンシア   | 2022-23      | ラ・リーガ     | 10       | 3        | 0                | 0                | -        | -        | 10   | 3    |
| キャリア通算 | キャリア通算 | キャリア通算   | 62       | 17       | 0                | 0                | 0        | 0        | 62   | 17   |

## タイトル

### クラブ
バレンシアB
- テルセーラ・フェデラシオン: 2021-22

### 代表
U-23スペイン代表
- パリオリンピック金メダル: 2024